# Douglas Slocombe
Douglas Slocombe (Londres, 10 de fevereiro de 1913 — Londres, 22 de fevereiro de 2016) foi um diretor de fotografia britânico.